# Liste von Heimatschriftstellern
Die folgenden Autoren sind als Verfasser von Heimatdichtung bekannt geworden.

## A
- Jeppe Aakjær (1866–1930)
- Arthur Achleitner (1858–1927)
- Hermann Allmers (1821–1902)
- Berthold Auerbach (1812–1882)

## B
- Heinrich Bastian (1875–1967)
- Franz Bauer (1901–1969)
- Edwin Bauersachs (1893–1948)
- Heinrich Behnken (1880–1960)
- Maria Beig (1920–2018)
- Artur Brausewetter (1864–1946)
- Hermann Boßdorf (1877–1921)
- Jakob Bosshart (1862–1924)
- John Brinckman (1814–1870)
- Reinhold Broske (1901–1979)
- Hans Bunje (1923–2008)
- Karl Bunje (1897–1985)
- Ruth Bunkenburg (1922–2015)

## C
- Lena Christ (1881–1920)
- Josef Cornelius (1849–1943)

## D
- Heinrich Deiters (1882–1971)
- Stephan Dietrich (1898–1969)
- Peter Dörfler (1878–1955)

## E
- Eduard Edert (1880–1967)
- Martin Egg (1915–2007)
- Elisabeth Engelhardt (1925–1978)
- Manfred Eichhorn (1951–2023)

## F
- Heinrich Federer (1866–1928)
- Nikolaus Fey (1881–1956)
- Jupp Flohr (1904–1958)
- Gorch Fock (1880–1916)
- Johannes Freumbichler (1881–1949)
- Gustav Freytag (1816–1895)
- Paul Friedl (1902–1989)

## G
- Ludwig Ganghofer (1855–1920)
- Jeremias Gotthelf (1797–1854)
- Hermann Graebke (1833–1909)
- Friedrich Wilhelm Grimme (1827–1887)
- Klaus Groth (1819–1899)
- Andreas Grothusen (* 1943)
- Anton Günther (1876–1937)

## H
- Helmut Haberkamm (* 1961)
- Hans Haid (1938–2019)
- Ludmila Hořká (1892–1966)
- Norbert Hanrieder (1842–1913)
- Heinrich Hansjakob (1837–1916)
- Jakob Christoph Heer (1859–1925)
- Wilhelmine von Hillern (1836–1916)
- August Hinrichs (1879–1956)
- Michael Holzinger (1920–1996)
- Alfred Huggenberger (1867–1960)

## I
- Meinrad Inglin (1893–1971)
- Karl Itzinger (1888–1948)

## J
- Elsbeth Janda (1923–2005)
- Frieda Jung (1865–1929)

## K
- Julie Kern (1858–1938)
- Jakob Kneip (1881–1958)

## L
- Walter Landin (1952–2021)
- Meinrad Lienert (1865–1933)
- Friedrich Lindemann (1898–1950)
- Hermann Löns (1866–1914)
- Bernhard Lott (1950–2008)
- Heinrich Luhmann (1890–1978)
- Otto Lukas (1881–1956)

## M
- Albert Mähl (1893–1970)
- Max Matheis (1894–1984)
- Jacob Mayer (1866–1939)
- Alfred Müller (1854–1935)
- Ewald Müller (1862–1932)
- Paul Münch (1879–1951)

## N
- Charlotte Niese (1854–1935)

## P
- Käthe Papke (1872–1951)
- Max Peinkofer (1891–1963)
- Johann Peter (1858–1935)
- Adolf Pichler (1819–1900)
- Heinrich Pröhle (1822–1895)

## Q
- Georg Queri (1879–1919)
- Hermann Quistorf (1884–1969)

## R
- Arno Reinfrank (1934–2001)
- Leopold Reitz (1889–1972)
- Christian Friedrich Röder (1827–1900)
- Alma Rogge (1894–1969)
- Peter Rosegger (1870–1843)
- Kathrin Rüegg (1930–2011)
- Ludwig Rühle (1895–1967)

## S
- Sebastian Sailer (1714–1777)
- Otto Schaufelberger (1901–1987)
- Jakob Senn (1824–1879)
- Maximilian Schmidt (1832–1919)
- Gustav Schröer (1876–1949)
- Paul Schurek (1890–1962)
- Heinrich Seidel (1842–1906)
- Anton Sommer (1816–1888)
- Johanna Spyri (1827–1901)
- Eugen Stadelmann (1919–1998)
- Fritz Stavenhagen (1876–1906)
- Leo Sternberg (1876–1937)
- Karl Stieler (1842–1885)
- Günter Stössel (1944–2023)
- Adolf Stoltze (1842–1933)
- Theodor Storm (1817–1888)
- Gottfried Strasser (1854–1912)
- Paul Theodor Streicher (1861–1940)
- Jakob Stutz (1801–1877)

## T
- Ludwig Thoma (1867–1921)
- Paul Tremmel (* 1929)

## U
- Marie Ulfers (1888–1960)
- Elisabeth von Ulmann (1929–2005)
- Johann Martin Usteri (1763–1827)

## V
- Lene Voigt (1891–1962)

## W
- Fritz Wempner (1910–1994)
- Adolf Woderich (1906–1963)
- Hinrich Wriede (1882–1958)
- Wilfried Wroost (1889–1959)

## Z
- Ernst Zahn (1867–1952)
- Maurice Zermatten (1910–2001)